# Tampalakamam Division
Tampalakamam Division är en division i Sri Lanka.   Den ligger i provinsen Östprovinsen, i den norra delen av landet, 220 km nordost om huvudstaden Colombo.